# Uvaria leopoldvillensis
Uvaria leopoldvillensis este o specie de plante angiosperme din genul Uvaria, familia Annonaceae, descrisă de De Wild.. Conform Catalogue of Life specia Uvaria leopoldvillensis nu are subspecii cunoscute.